# 阿列克谢·切帕
阿列克谢·瓦西里耶维奇·切帕（羅馬化：Aleksey Vasil'yevich Chepa；1955年11月22日—）是俄罗斯政治家，曾担任第六届、第七届、第八届国家杜马代表。

## 生平
从莫斯科航空学院毕业后，他在莫斯科和莫斯科州的封闭国防企业工作。在1980年代末，他开始从商。1988年，他与别人共同创办了木材加工和建筑材料生产公司。1990年代初，他将创业扩展到安哥拉、纳米比亚、莫桑比克等非洲国家。此外，他还在Avers CJSC、Quontum Ltd CJSC、销售转换设备和设备的军事技术公司担任高级职务。2001年，他创立了区域间土地肥力基金。2001年至2005年，他成为了俄罗斯农业党党员。2006年，他担任俄罗斯土地联盟副主席。2008年，他成为公正俄罗斯—为了真理党的秘书。2011年12月4日当选第六届国家杜马代表。2016年和2021年分别连任第七届和第八届国家杜马议员。

## 制裁
切帕于2022年因俄乌战争而遭到加拿大和英国政府制裁。